# 高橋いづみ
高橋 いづみ（たかはし いづみ、1956年 - ）は、日本の文芸評論家。元駿台予備学校古文科専任講師。

## 概要
- 1956年　東京都生まれ。
- 1974年　東京都立富士高等学校を卒業後、上智大学外国語学部イスパニア語学科に進学。
- 将来、自分には何が出来るかと悩んでいたところ、大学の外国人講師に自国の文化を大切にすることを教わり、高校3年生の時駿台予備学校の夏期講習で古文科・桑原岩雄の講座を取った結果、古文が良く読めるようになった事を思い出し、1975年、上智大学を中退。再び駿台予備学校に通い大学受験勉強。この時の駿台の同期に後に自由民主党衆議院議員となる松島みどりがいた。
- 1976年　東京大学に入学。その後文学部国文学科に進学。
- 1980年　大学卒業。駿台予備学校古文科専任講師になる。
- 1989年4月～1990年3月　エフエム東京『スーパーFMマガジン』第1部　NORU SORU金曜日のパーソナリティを務めた。
- 1989年　NHK教育テレビ まんがで読む古典『更級日記』の解説を担当。
- 1990年　NHK教育テレビ まんがで読む古典　『蜻蛉日記』の解説を担当。
- 1994年　東京成徳短期大学非常勤講師。
- 1994年　NHK教育テレビ『NHK高校実力アップコース　高校古文』の講座を担当。
- 1996年　駿台予備学校古文科専任講師退任。同年、結核菌による胸膜炎で呼吸停止になるも一命をとりとめる[1]。

## エピソード
- テレビ・ラジオ出演などで大学受験生以外にも知られるようになり、それまでの駿台予備学校の硬いイメージを大きく変える。
- 男性中心だった予備校界に果敢に進出した女性として当時のマスコミに取り上げられたこともあったが、本人は既存のウーマンリブ運動やフェミニズムには批判的であった。
- 自身のテレビ・ラジオ出演等のマネジメントを行う個人事務所を持ち、著書『恋のバイブルいづみ式部日記』（1990年5月刊）や『いづみ　古文ライブ講座』（1990年10月刊）等に水着写真を掲載するなど異色の活動も見られたが、芸能活動はしなかった。
- 予備校界を去った後、闘病生活を経て、趣味のスキューバダイビングに没頭したり、教育相談室を主催したりした[1]。

## 著書
- 『ハートで古文を読む方法』（飛鳥新社、1989年7月）　ISBN 4-87031-064-3
- 『恋のバイブルいづみ式部日記』（飛鳥新社、1990年5月）　ISBN 4-87031-076-7
- 『いづみ　古文ライブ講座』（主婦の友社、1990年10月）　ISBN 4-07-932005-1
- 『ハートで読む古文　誰でも古典が好きになるユニーク読解法』（PHP研究所、1995年4月）（PHP文庫）　ISBN 4-569-56750-9（『ハートで古文を読む方法』1989年7月刊の文庫化）

## ビデオ
- NHK駿台ビデオ『高橋いづみのハートで古文』シリーズ